# Caligo stratonides
Caligo stratonides är en fjärilsart som beskrevs av Hans Fruhstorfer 1912. Caligo stratonides ingår i släktet Caligo och familjen praktfjärilar. Inga underarter finns listade i Catalogue of Life.